# Кусинич, Деннис
Де́ннис Джон Куси́нич (англ. Dennis John Kucinich; 8 октября 1946, Кливленд, Огайо) — представитель Демократической партии США. Был 53-м мэром Кливленда (штат Огайо) с 1977 по 1979 годы; в 1997—2013 годах — представитель Демократической партии в Палате представителей Конгресса США от 10-го округа Огайо и членом Фракции прогрессивистов Конгресса (CPC).
Кусинича, позиционировавшего себя как защитника интересов трудящихся, противостоящего крупным корпорациям и Уолл-стрит, называли одним из самых левых по убеждениям конгрессменов, которого в европейском политическом спектре отнесли бы к социал-демократам, но в американском политическом мейнстриме считают радикально левым.
Участвовал в президентской гонке 2004 и 2008 года (не стал кандидатом, так как не выиграл «праймериз» своей партии). После ухода из Конгресса останется политическим аналитиком, членом Консультативного совета Прогрессивных демократов Америки и постоянным гостем консервативного телеканала Fox News.

## Краткая биография

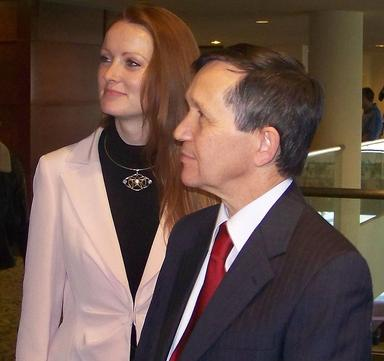
Деннис Кучинич с женой Элизабет

Деннис родился в Кливленде старшим из семи детей Франка и Вирджинии Кусинич (на хорватском фамилия должна читаться как Кучинич). Его отец, хорватского происхождения, был водителем-дальнобойщиком; мать — ирландская американка — домохозяйкой. В 1973 году Деннис Кусинич окончил Кейсовский университет западного резервата  со степенями бакалавра и магистра искусств. Он исповедует католичество и является энвайронменталистом. Дважды разведён, с дочерью, Джеки, от брака с Сандрой Ли Мак-Карти. Женился в третий раз 21 августа 2005 года на британской подданной Элизабет Харпер. Один из немногих политиков-веганов в США.

## Ранняя карьера
Кусинич рано начал свою политическую карьеру. Уже в 1969 году, когда ему было всего 23, он был избран в Городской совет Кливленда. В 1972 он баллотировался в Палату представителей Конгресса, но немного уступил поддерживаемому республиканцами Уильяму Е. Миншеллу мл. Через два года, после отставки Миншелла, Кусинич снова пытался получить пост, но в этот раз не смог стать официальным кандидатом от Демократической партии; вместо него им стал Рональд Милтон Моттл. Тем не менее, Кусинич всё равно участвовал в выборах, как независимый кандидат. Хотя он и занял третье место, он смог собрать почти 30 % голосов. Интересно, что Моттл всё-таки выиграл выборы, несмотря на то, что больша́я часть голосов избирателей-демократов отошла к Кусиничу. В 1975 году Кусинич стал клерком муниципального суда Кливленда и оставался на этой должности два года.

## Выборы мэра Кливленда 1977 года
С 1977 года, кандидаты на выборах в мэры Кливленда перестали декларировать принадлежность к той или иной партии (nonpartisan elections). Изначально, Кусинич поддерживал предыдущего мэра, Ральфа Перка, республиканца. Однако вскоре Кусинич стал критиковать его, разорвал отношения и решил баллотироваться в мэры сам. Поддержку же Демократической партии получил Эдвард Фейхан (Feighan), член Палаты представителей Огайо.
Многие ожидали битвы за второе место между Кусиничем и Фейханом, а затем второго тура с Перком. Однако к моменту проведения первого тура, городу становилось всё труднее компенсировать свои расходы. Некоторые считали, что решением стала бы продажа городской общественной компании Municipal Light (Muny Light) частной Кливлендской электроиллюминационной компании (CEI). Перк дал согласие на продажу, что стало одним из наиболее «горячих» вопросов на выборах. Как Кусинич, так и Фейхан упрекали Перка за это решение и требовали отмены сделки. В результате, Перк занял лишь третье место, позади обоих своих соперников.
В своей кампании, Кусинич ссылался на славные дни Кливленда, особенно с 1901 по 1909 годы, время правления мэра-демократа Тома Лофтина Джонсона. Кусинич использовал его популистскую философию, которая, как он считал, должна была решить все проблемы города. Он критиковал Фейхана за введение временного снижения налогообложения, которое тот провёл в Палате представителей штата и уже не мог отменить. В итоге, Кусинич победил на выборах, набрав 93 047 голосов, против 90 074 у Фейхана. В 31 год он стал самым молодым мэром в США.

## Мэрство
Пребывание Денниса Кусинича на посту мэра Кливленда часто рассматривается как одно из наиболее богатых на события в истории города. Кусинич полагался на активное разрешение проблем, даже путём конфронтации с другими сторонами. Его кабинет часто критиковался за включение очень молодых или неопытных членов. Например, Кусинич назначил 24-летнего адвоката Джозефа Тегрина на пост финансового управляющего, что напугало лидеров бизнеса города из-за отсутствия у Тегрина необходимого опыта (восемь месяцев в качестве биржевого брокера).
Кусинич занял пост мэра в январе 1978 года в возрасте 31 года, во время, когда Кливленд и бо́льшая часть округа Кайахога (Cuyahoga) страдала из-за непрекращающегося снегопада (вплоть до того, что район считался «зоной бедствия»). В дополнение всех бед, 26 января случился самый сильный буран за всю историю города, со скоростью ветра, превышающей 100 миль в час.
Несмотря на это, Кусинич сразу приступил к активным действиям на новом посту и отменил решения предыдущей администрации Ральфа Перка, против которых выступал в своей предвыборной программе. Он отклонил федеральный грант на 41 миллион долларов на создание системы минитранспорта (people mover) в деловом центре Кливленда. Кливленд должен был стать одним из четырёх городов США, который бы получил средства на реализацию подобного проекта. Кусинич позже заявил, что подобная транспортная система должна «вернуться в Диснейленд, где ей самое место». Он также наложил вето на восемь постановлений муниципалитета, большинство из которых уменьшали налогообложение или были субсидиями.

### Ссора с Хонгисто
Став мэром, Кусинич назначил бывшего шерифа Сан-Франциско, Ричарда Хонгисто, начальником полиции, о чём позже жалел. Хонгисто приобрёл заметную популярность в Кливленде, особенно в восточноевропейском сообществе. Он также пользовался успехом у массмедиа, особенно когда спас человека во время снегопада 1978 года. Тем не менее, 23 марта Кусинич публично объявил о приостановке полномочий Хонгисто из-за отказа принять гражданский контроль над работой; сам Хонгисто заявил, что Кусинич вмешивается в работу полицейского управления. Конкретнее, он утверждал, что исполнительный секретарь Кусинича, Боб Вайсман, заставлял его «наказать» противников Кусинича в Городском совете и предоставить работу в управлении поддерживающим Кусинича людям «с сомнительной этикой». В ответ, Кусинич обвинил Хонгисто в неповиновении.
На пресс-конференции на Великую пятницу, Кусинич дал Хонгисто 24 часа, чтобы подтвердить свои обвинения. После этого, мэр уволил начальника полиции перед телевизионными камерами. Хонгисто, однако, продолжил настаивать на своих обвинениях перед прессой. Он также обвинил Вайсмана в «грубом и оскорбительном управлении, не учитывании мнения других людей, в крайне антигуманистическом подходе к другим». Будучи спрошен, верит ли он в существование «Белого дома Никсона» в Городском совете Кливленда (ссылка на Уотергейт), Хонгисто ответил положительно.

### Референдум об отзыве
После увольнения Хонгисто, как противники, так и бывшие сторонники Кусинича пришли к выводу, что его действия против полиции были слишком опрометчивыми и что его администрация не способна управлять конфликтным городом. Так было создано движение по его отзыву с поста мэра через референдум.
Движение началось достаточно медленно, и при первом запросе на проведение референдума в мае 1978 года, количество подписей было на 3355 меньше необходимого 37 552. Ситуация изменилась с ухудшением отношений администрации Кусинича и Городского совета Кливленда. Начало было положено 10 апреля, когда совет проголосовал за расследование «полуночного рейда», проведённого администрацией в офисе директора по экономике Джозефа Фурбера. В ответ Кусинич назвал совет «группой лунатиков», заявил, что «трудно поверить, что так много людей могут быть столь глупы» и что «если они не глупы, то они мошенники, а может и то и другое вместе». Осознав грубость подобных заявлений, Кусинич принёс извинения, но их эффект был сведён к нулю, когда в тот же день Боб Вайсман атаковал совет и лидеров бизнеса города в своей речи к Гарвардскому бизнес-клубу.
Летом 1978 года, Кусинич ввёл дополнительные полицейские патрули, чтобы сдержать уровень преступности в общественном проекте по строительству жилья. Однако городская полиция отказалась подчиниться приказу. В ответ, администрация временно отстранила от должности тринадцать офицеров, чем спровоцировала двухдневную забастовку полиции — первую в истории города.
Ещё одним инцидентом, усилившем «антикусиничевское» движение, стал его план заблокировать контракт по сдаче в аренду городского дока двум частным компаниям, которые хотели построить в нём док для железной руды. Кусинич называл сделку коррумпированной и указывал на разный подход Городского совета к ней и к рекомендации Кусинича нанять компьютерную компанию. В конце концов, совет утвердил сделку, но Republic Steel — одна из двух компаний — отказалась от неё и решила построить док в Лорейне (Lorain).

Кусинич («мальчик-мэр») после победы

К 1 июля, были дополнительно собраны 5321 подпись. Кусинич оспорил действительность подписей, но не преуспел, и референдум, первый в истории города, был назначен на 13 августа. Снятие Кусинича с поста мэра поддерживали Демократическая и Республиканская партии, Американская федерация труда (AFL-CIO), 24 из 33 членов Совета города и три крупные городские газеты. Кусинич выиграл референдум и избежал досрочного снятия полномочий, но лишь 60 250 голосами против 60 014 — с разницей всего в 0,2 %.

### Отмена продажиMunicipal Light
Кливлендская электроилюминационная компания (CEI) пыталась купить общественную Municipal Light с многочисленными нарушениями антимонопольного законодательства. Комиссия по ядерному регулированию пришла к выводу, что CEI мешала Municipal Light ремонтировать свои генераторы, используя Городской совет Кливленда. Из-за задержек с ремонтом, Municipal Light была вынуждена покупать электроэнергию у других компаний. CEI незаконными способами заблокировала её от покупки у кого-либо ещё кроме самой CEI. После этого, CEI начала «выкручивать руки» Municipal Light, резко повышая, иногда даже утраивая стоимость электроэнергии для неё. В результате, последняя стала терять деньги. CEI обратилась в суд с требованием, чтобы Municipal Light выплатила 14 млн долларов за приобретённую электроэнергию. Бывший мэр, Ральф Перк, решил просто продать компанию, одновременно закрыв антимонопольный иск на 328 млн $ против CEI.
Администрация Кусинича не только отменила продажу, но и возобновила судебный иск. CEI обратилась в Федеральный суд с требованием возместить вышеуказанные 14 млн $ оборудованием Municipal Light, однако Кусинич оплатил долг, сильно урезав городские расходы. В ответ, крупнейший банк штата, Cleveland Trust (ныне Ameritrust), заявил, что не продлит городской кредит на 15 млн $, взятый предыдущей администрацией, если продажа Municipal Light не состоится. Несмотря на оппозицию Городского совета, Кусинич всё равно отказал в продаже компании.
Крупнейшая городская газета, The Plain Dealer, позже раскрыла, что у CEI и Cleveland Trust семь общих директоров. Банк, вместе с ещё одним, владел существенной долей акций энергетической компании; у них были и другие общие интересы.
Вместо продажи, Кусинич предложил урезать городские расходы, сократив штат на 600 человек, включая 400 полицейских и пожарных, а также выпустив облигаций на сумму 50 млн $. Он даже призвал увеличить ставку городского налога, чего не допускал ранее. Тем не менее, Городской совет был непреклонен.
Кусинич появился в передаче Good Morning America и подтвердил свою решимость не продавать компанию. Тем временем, три из шести банков-кредиторов Кливленда потребовали возврата долга (ещё 14 млн $). Они были согласны подождать только если город «разработает финансовый план, удовлетворяющий все заинтересованные стороны». Репортёры со всей страны начали стекаться в Кливленд, чтобы следить за развитием событий.
14 декабря Городской совет принял резолюцию, оставляющую Кусиничу только две возможности: продать Muny Light или объявить дефолт. 15 декабря Кливленд стал первым американским городом, объявившим дефолт со времени Великой депрессии. Только 12 из 59 пригородов согласились оказать финансовую помощь Кливленду.
27 февраля 1979 года был проведён референдум с двумя главными вопросами: продажа Muny Light и повышение городского налога. В листовке, распространённой в Кливленде, Кусинич заявил: «Я всегда выступал против необоснованного и несправедливого поднятия налогов. Сегодня я прошу вас поддержать вопрос № 2 — поднятие налога на 0,5 % — только потому, что у Кливленда нет другого выбора». В итоге, на референдуме было принято решение об отказе в продаже Municipal Light и поднятии налога с 1 до 1,5 %. Электроэнергия в Кливленде осталась общественной.

### Выборы мэра 1979 года
О своём участии в выборах 1979 года заявили Кусинич, сенатор от штата Чарльз Баттс и глава большинства в Городском совете Бэйзил Руссо. Чуть позже, к ним присоединился Джордж Войнович, который поддерживал Кусинича на предыдущих выборах, но решил отказаться от должности заместителя губернатора Огайо (lieutenant governor) и стать мэром Кливленда.
В отличие от 1977 года, перед этими выборами было мало дебатов. Первый тур выиграли Войнович (47 000 голосов) и Кусинич (36 000).
Большинство ожидали серьёзной борьбы между двумя политиками. Кусинич использовал цитату из интервью Войновича от 26 августа газете «Нью-Йорк Таймс»: «Мне нравятся толстые коты. Я хочу, чтобы в Кливленде их было как можно больше. Кливленд нуждается в их налоговых долларах и рабочих местах, которые они могут создать». В ответ Кусинич заявил: «Джордж Войнович неоспоримо доказал… он кандидат толстых котов… и он хочет стать мэром толстых котов и отплатить им за их щедрость». Частью его кампании стало распространение политических памфлетов в городе, озаглавленных словами «Кому принадлежит Войнович?». На обложке были изображены три толстых кота и Войнович на коленях с полными руками денег. Коты говорят Войновичу: «Мы купим тебе Городской холл, если мы будем сами управлять им». Грубо нарисованный Войнович отвечает: «Отлично, потому что „мне нравятся толстые коты“. К тому же, я всё равно не очень хочу быть мэром. Я хочу быть губернатором».
Ещё одним приёмом кампании Кусинича стало распространение разных листовок в районах белых и чёрных, которые представляли действующего мэра кандидатом белых или чёрных соответственно. Однако это привело скорее к потере голосов, когда и те, и другие обнаружили это.
Кусинич также пытался получить поддержку своей партии. В ответ, однако, председатель партии от округа Кайахога (центром которого является Кливленд) заявил: «Никто и близко не может назвать Денниса Кусинича демократом». Другие, всё же, были более доброжелательны. В частности, Кусинич получил поддержку своего бывшего противника, Карла Стоукса, демократа, бывшего мэра Кливленда и первого афроамериканца — мэра крупного города США. «Если выиграет Войнович, демократы могут забыть о штате Огайо на 1980 год» — сказал Стоукс.
Однако реальная борьба закончилась, когда 9-летнюю дочь Войновича насмерть сбил автомобиль. Кусинич больше не мог продолжать свою агрессивную кампанию против Войновича. Опросы, которые и без того склонялись не в пользу действующего мэра, теперь показывали серьёзный перевес бывшего заместителя губернатора. 6 ноября, Войнович выиграл выборы с 94 541 голосом против 73 755. Кусинич выиграл только в 8 избирательных округах из 33.

### После мэрства
После своего поражения на выборах 1979 года, Кусинич держался не слишком заметно в политике Кливленда. Он критиковал налоговый референдум 1980 года, предложенный Войновичем, но неудачно. В 1983 году, Кусинич был избран в Городской совет от 12-го округа. Его брат, Гари Кусинич, тоже в это время состоял в совете.
В 1985 году ходили слухи, что Кусинич вновь может баллотироваться в мэры. Вместо этого, его брат, Гари, стал кандидатом и проиграл всё тому же Войновичу. Деннис Кусинич, тем временем, отказался от места в совете Кливленда, чтобы участвовать в качестве независимого кандидата в выборах губернатора Огайо, но позже снял свою кандидатуру. После этого, Кусинич тихо жил в Нью-Мексико до 1994 года, когда он вошёл в Сенат штата. "Он находился в политической Сибири в 1980-е годы, " — позже сказал Джозеф Тегрин, — «Только когда людям стало понятно, что он был прав… он получил запоздалую благодарность за свои поступки».

### Muny Lightи CEI после Кусинича
Преемник Кусинича на посту мэра, Джордж Войнович, продолжал оборонять Municipal Light от дальнейших попыток CEI приобрести её. Последняя в дальнейшем сама была куплена и теперь является частью FirstEnergy. Muny Light стала «Кливлендской общественной электроэнергией» и осталась в руках города.

### Итог
Критики Кусинича, в основном, ссылаются на ухудшение экономического положения Кливленда во время его мэрства. Его часто изображали в карикатурах, в частности Dennis the Menace (ссылка на одноимённый комикс, вызванная именем и мальчишеским внешним видом Кусинича). Один из выпусков Cleveland Magazine 1979 года даже включал подробную карикатуру, изображающую Кусинича в виде диктатора, наподобие Адольфа Гитлера. Политика Кусинича охарактеризовывалась как экстремистская и направленная против бизнеса. Мелвин Холли включил его в число 10 худших мэров крупных городов всех времён в своей книге Best and Worst of the Big-City Leaders 1820—1993.
Однако поддерживающие Кусинича отвечают, что он сдержал обещание своей предвыборной кампании не продавать Municipal Light и не поддался влиянию большого бизнеса. В мае 1996 года, Cleveland Magazine написала: «В наши дни значение Muny Light практически не подвергается сомнению. Теперь „Кливлендская общественная электроэнергия“, она является значимым капиталом города и между 1985 и 1995 годами, сохранила клиентам 195 148 520 $ по сравнению с тем, что они бы заплатили CEI». Действия Кусинича также сохранили сотни рабочих мест. В 1998 году, Городской совет предоставил Кусиничу «амнистию», заявив, что он имел «смелость и дар предвидения, чтобы отказать в продаже муниципальной энергетической системы».

## Палата представителей
В 1996 году, Кусинич был выбран в Палату представителей Конгресса от 10-го округа Огайо. Он состоит в Комитете Конгресса по образованию и труду, а также в Правительственном комитете по реформам. Он является членом Фракции прогрессивистов Конгресса (CPC), крупнейшей на данный момент.

### Политические позиции в Конгрессе
В 2008 году организация Американцы за демократическое действие определила либеральный рейтинг (определяемый по проценту голосования за законопроекты либерального и прогрессивистского толка) в 95 %, в то время как его консервативный рейтинг по версии Американского консервативного союза составляет 9,73 %.
В целом, позиция Кусинича в голосованиях не всегда совпадала с позицией Демократической партии.
Во внутренней политике Кусинич ратовал за введение в США всеобщего бесплатного здравоохранения по европейскому и канадскому образцу. Он поддерживал выход США из Всемирной торговой организации. После начала экономического кризиса 2008 года призвал поставить Федеральную резервную систему под контроль Министерства финансов США.
Кусинич голосовал против Патриотического акта. Он также критиковал поправку о сжигании флага (в США теперь противозаконно сжигать национальный флаг) и голосовал против импичмента Президента Клинтона.
В 2007 году Кусинич попытался инициировать процесс импичмента вице-президента Дика Чейни. В 2008 году он так же безуспешно вносил в Палату представителей проект постановления об импичменте Джорджа Буша за войну в Ираке.
Кусинич требовал однозначного запрета смертной казни, даже если такое решение будет «непопулярным», и напоминал, что 98 % казнённых в США были бедными.
Он также выступал за расширение прав молодёжи и требовал снижения возрастного ценза на выборах с 18 до 16 лет, а для продажи и потребления алкоголя — с 21 до 18 лет. В вопросе абортов личная позиция Кусинича склонялась к «пролайф», но он отмечал, что никогда не поддерживал конституционную поправку, запрещающую аборты. В 2003 году, однако, он стал описывать себя как «прочойс» (то есть за легализацию абортов) и заявил, что изменил свой взгляд на этот вопрос. Кроме этого, он предлагает провести серию реформ, таких как отход от политики «только воздержание» в сексуальном образовании и использование контрацептивов с целью сделать аборты «менее необходимыми».
Кусинич критиковал Diebold Election Systems и систему электронного голосования вообще. Он также размещал внутренние заметки компании на своём сайте.
Кусинич активно опекался вопросами охраны окружающей среды и защиты животных. Он является оппонентом размещения вооружений в космосе, а в 2001 году он подал Акт о сохранении космоса — закон, призванный сохранить космическое пространство для международного сотрудничества в исключительно мирных целях и запрещающий гонку космических вооружений.

### Во внешней политике
Кусинич последовательно выступал против проведения военных операций, в том числе в Ираке, Афганистане и Ливии. В 2007 году он предложил комплексный план вывода американских солдат из Ирака, а в 2011 году протестовал против решения Обамы о нанесении ракетных ударов по Ливии, принятого без согласия Конгресса.
Кусинич критиковал внешнюю политику Джорджа Буша-младшего, включая вторжение в Ирак 2003 года и то, что Кусинич считает нагнетанием враждебности по отношению к Ирану. В 2005 году он проголосовал против Закона о свободе и поддержке Ирана (S. 333), назвав его «шагом к войне».
Деннис Кусинич был единственным членом Палаты представителей, поставившим свою подпись (наряду с Наоми Кляйн, Джесси Джексоном, Говардом Зинном и другими) под открытым письмом, осуждавшим вмешательство США во внутренние дела Венесуэлы и отмечавшим достижения Боливарианской революции Уго Чавеса. Он поддерживал нормализацию отношений с Кубой и снятие эмбарго.

### Кампании
Кусинич всегда без проблем избирался в Конгресс, хотя республиканцы и консервативные демократы делали всё более серьёзные попытки помешать этому.
В 2004 году, Кусинич был снова номинирован от 10-го округа Огайо. Он легко выиграл «праймериз» своей партии и набрал 60 % голосов в основных выборах. Из-за национальной известности Кусинича, и он, и его соперник-республицанец Эд Херман получили значительную поддержку от своих партий, особенно в Интернете.
В 2006 году Кусинич победил на праймериз Демократической партии с большим отрывом и затем, набрав 66 % голосов, уверенно опередил республиканца Майка Довилла, несмотря на то что республиканцы в последнюю минуту пытались предоставить дополнительную поддержку своему кандидату.
В 2008 году оппонентами Кусинича стали депутат Кливлендского городского совета Джо Цимперман и мэр Северного Олмстеда Томас О’Грейди. Денниса много критиковали за его неактивность в Конгрессе, называя заочным конгрессменом, так как за 12 лет в Вашингтоне он стал автором только одного законопроекта. Сам Кусинич объяснял это тем, что в Конгрессе доминировали республиканцы. Несмотря на наличие сильных конкурентов и активную критику Кусинич выиграл праймериз, получив 68 156 голосов из 135 589 (50,27 %). На выборах Деннис победил бывшего депутата Палаты представителей Огайо Джима Тракаса, набрав 56,8 % голосов.
В 2010 году Кусинич победил республиканца Питера Дж. Корригана и либертарианца Джеффа Гоггинса, получив 53,1 % голосов.

### Конец карьеры конгрессмена
После того, как республиканское большинство в Законодательном собрании штата Огайо изменило границы избирательных округов, политический плацдарм Кусинича — округ Каяхога с центром в Кливленде — был частично поглощён 9-м избирательным округом, который в Конгрессе уже представляет демократка Марси Каптур. В новом, укрупненном округе Кусинич проиграл праймериз в марте 2012 года, после чего принял решение больше не баллотироваться в состав Конгресса. В 2018 году выдвигался на праймериз демократов на пост губернатора Огайо, но уступил Ричарду Кордрею.

## Президентская кампания 2004 года

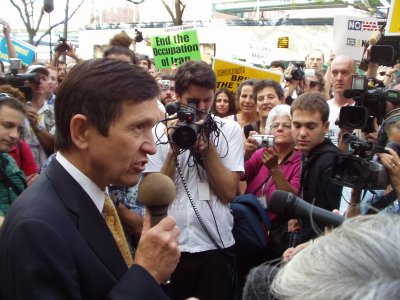
Кусинич выступает против оккупации Ирака, 2004 г.

Программа Дениса Кусинича в 2004 году включала следующие пункты:
1. Немедленный выход США из ВТО и NAFTA.
2. Немедленный вывод американских войск из Ирака, замена их на миротворцев ООН.
3. Окончание «войны с наркотиками».
4. Отмена смертной казни.
5. Предотвращение приватизации социальной защиты.
6. Возобновление действия Договора по ПРО и ратификация Киотского протокола.
7. Проведение необходимых реформ для введения системы голосования в один тур (Рейтинговое голосование).
8. Легализация однополых браков.
9. Немедленная отмена Закона PATRIOT.
10. Предоставление всех социальных льгот начиная с возраста в 65 лет.
11. Обновление окружающей среды и переход к способам «чистого» энергопроизводства.
12. Создание единой некоммерческой организации-плательщика за всеобщее медицинское обслуживание, таким образом все американцы будут полностью обеспечены медицинской помощью, согласно американскому национальному акту здоровья (англ. United States National Health Care Act).
13. Гарантировать получение качественного образования, в том числе бесплатных дошкольных детских садов и колледжей, для всех, кто хочет.
14. Укрепление международного сотрудничества
15. Создания моратория на генетически модифицированные организмы.
16. Предотвращение приватизации сферы социальной защиты
17. Снижение возрастного избирательного ценза до 16 лет
18. Неукоснительная защита прав рабочих
19. Легализация медицинской марихуаны и разрешение её немедицинского владения.
20. Восстановление сельских общин и семейных ферм.
21. Окончание визовых программ H-1B и L-1
22. Защита права женщины на выбор, с одновременным снижением числа абортов, производимых в США.
23. Запрет подводного бурения
24. Усиление контроля над огнестрельным оружием
25. Окончание любого воздушного биохимического распыления пестицидов и других токсинов.
26. Создание «Департамента мира» на уровне кабинета министров
27. Введение в силу американского национального акта здоровья, который объединит традиционную медицину с нетрадиционной.

Во время этой кампании, Кусинича критиковали за смену позицию по вопросу абортов, как описано в предыдущем разделе.
Ральф Нейдер, который назвал Кусинича «настоящим прогрессивистом» (a genuine progressive), и большинство зелёных относились доброжелательно к кампании Кусинича; некоторые из них даже утверждали, что не будут участвовать в выборах, если он станет официальным кандидатом от Демократической партии. Однако Кусинич не смог выиграть «праймериз» партии ни в одном из штатов, и, в итоге, кандидатом демократов стал Джон Керри.

### Поддержка
Некоторые известные личности, поддержавшие президентскую кампанию Кусинича (большинство затем вместе с ним поддержали Керри):
| - Пэтч Адамс - Эдвард Аснер - Эд Бегли-младший - Линда Блэр - Линн Вулси - Арун Ганди (внук Махатмы Ганди) - Дэнни Гловер - Мэтт Гонсалес - Джелло Биафра - Ани ДиФранко | - Мэтт Деймон - Пит Зигер - Говард Зинн - Джон Клеменс - Ирвин Кори - Бен Коэн - Джеймс Кромвелл - Эд Карви - Мими Кеннеди | - Вайнона Ла-Дьюк - Джон Марти - Торстон Мур - Вилли Нельсон - Шон Пенн - Ричард Столлман - Стадс Теркел - Элис Уокер - Эд Фаллон | - Хоакин Феникс - Джон Хагелин - Granny D - Микс Мастер Майк - Мишель Шокед - Гектор Элизондо - Барбара Эренрейх |

### «Праймериз»
Опросы перед «праймериз» демократов 2004 года давали менее 10 % голосов Кусиничу, хотя его рейтинг постоянно повышался. Особенно заметный рост рейтинга был вызван потерей Ховардом Дином части поддержки со стороны сторонников мира, после того, как он отказался ратовать за урезание бюджета Пентагона. Хотя Кусинич и не рассматривался как реальный кандидат на победу в «праймериз», существовали разные мнения о его популярности.
В частности, Кусинич занял второе место в опросе сайта MoveOn.org, уступив только Дину. В некоторых же опросах, особенно проводимых в Интернете, он вообще был лидером. Часть активистов это привело к мнению, что его результаты в «праймериз» могут быть лучше, чем предсказывали опросы Галлопа. Тем не менее, в «праймериз» Вашингтона он занял последнее (четвёртое) место, набрав восемь процентов голосов.
Лучшие результаты Кусинич показал на «праймериз» и локальных советах Гавайев (31 %), Аляски (27 %), Миннесоты и Американского Самоа (по 17 %), Мэна и Орегона (по 16 % голосов). В «праймериз» родного штата Огайо Кусинич получил только 9 %, а во многих штатах вообще только 1—2 % голосов.
Даже после того, как Керри уже гарантировал себе статус кандидата от Демократической партии, Кусинич продолжал свою кампанию, пытаясь изменить программу партии. Он стал последним кандидатом, завершившим кампанию, всего за несколько дней до Национального конвента демократов 2004 года. Кусинич получил голоса 37 из 4353 делегатов на Конвенте (выборы кандидатов от Демократической партии не прямые). Остальные кандидаты, кроме Эла Шарптона, отдали выигранные голоса делегатов в пользу Керри.

## Президентская кампания 2008 года
11 декабря 2006 года, в речи, произнесённой в Городском холле Кливленда, Деннис Кусинич объявил, что будет бороться за право стать кандидатом от Демократической партии на президентских выборах 2008 года. в ходе одной из телевизионных дискуссий в рамках президентской кампании Кусинич подтвердил утверждение из книги Ширли Маклейн, что он лично видел НЛО («как и президент Джимми Картер»).
24 января 2008 года он объявил, что снимает свою кандидатуру. Вначале не поддержал никого из остальных кандидатов, затем остановил свой выбор на Бараке Обаме.

## Избранные цитаты
- «Вы сейчас видите парня, который верит, что может победить и в нечестной игре.»
- «С поимкой Саддама Хусейна, заявленная администрацией цель по лишению его власти достигнута. Соединённые Штаты должны использовать этот момент для завершения оккупации Ирака.»
- «У каждого должна быть медицинская страховка? Я говорю, что каждый должен иметь доступ к здравоохранению. Я не продаю страховки.»
- «У нас есть оружие массового поражения дома, с которым надо разобраться. Бедность — оружие массового поражения. Отсутствие жилья — оружие массового поражения. Безработица — оружие массового поражения.»
- «Мы можем изменить эту ситуацию, деградирующую окружающую среду и угрожающую будущему наших детей.»
- «В моём сердце остался тот повстанческий дух юности, который требует перемен.»

## Награды
- Орден Креста земли Марии II класса (5 февраля 2004 года, Эстония)[20].
- В 2003 году Деннис Кусинич получил Премию мира им. Ганди.